# Sigfrido (nome)
Sigfrido  è un nome proprio di persona italiano maschile.

## Varianti
- Maschili: Sigfredo[1], Sifrido[1], Sigifrido[1], Sigifredo[1], Sigefredo[2], Sigefrido[1], Sigilfrido[1], Sigilfredo[1], Sigisfrido[1], Sigisfredo[1], Silfrido[1], Siffredo[2]
- Femminili: Sigfrida[1], Siffreda[2]

### Varianti in altre lingue
- Germanico: Sigifrid[3]
- Latino: Sigefridus[2], Sefridus[2]
- Polacco: Zygfryd[3]
- Norreno: Sigfrøðr[3]
- Norvegese: Sigfred
- Svedese: Sigfrid[3]
- Tedesco: Siegfried[3]
  - Ipocoristici: Sigi[3]
- Ungherese: Szigfrid, Szeveréd

## Origine e diffusione

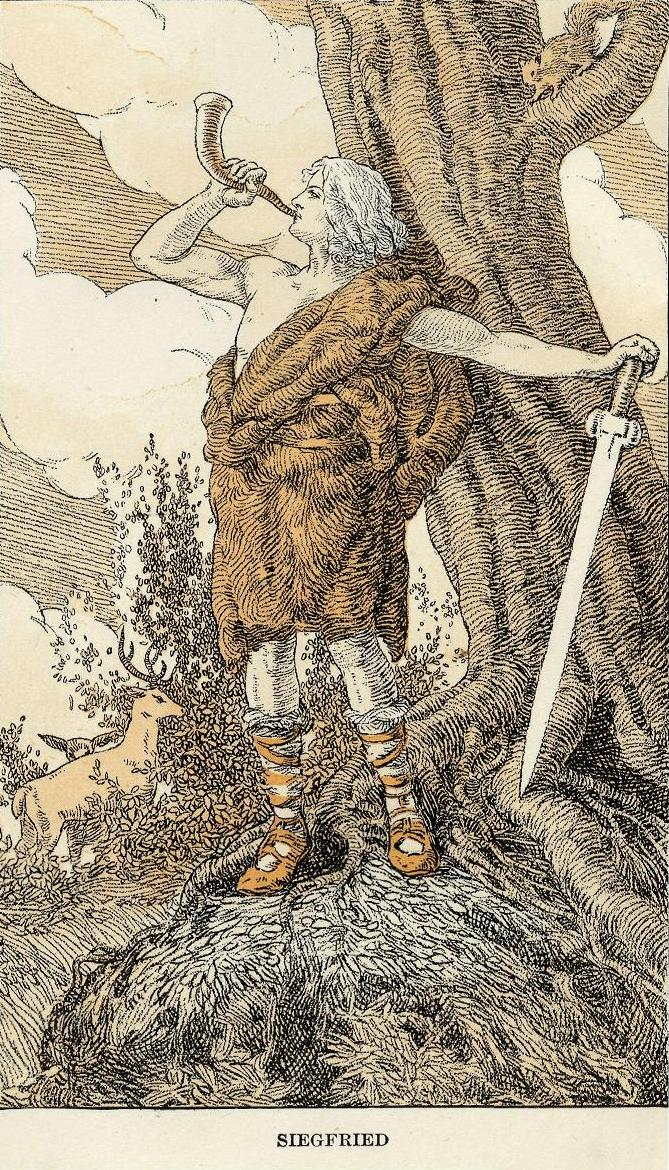
Illustrazione raffigurante Sigfrido

Deriva dal nome germanico Sigifrid, formato dalle radici sigu ("vittoria", in tedesco moderno sieg) e frid ("pace", in tedesco moderno fried), e viene variamente interpretato come "tranquillo nella vittoria", "colui che assicura con la vittoria la pace" e via dicendo. Il primo elemento che compone il nome è presente anche in altri quali Sigrid, Signy, Sigmar, Sigismondo, Sigrun e Sigurd, così come il secondo, riscontrabile anche in Frida, Elfrida, Goffredo e Manfredo.
È giunto in Italia per tradizione longobarda e francone nelle forme latinizzate Sigifredus e Sigefredus. Deve la sua notorietà alla popolarità a Sigfrido, eroe delle leggende germaniche e personaggio principale de La canzone dei Nibelunghi. La forma Siegfried, propriamente tedesca, è diffusa in Italia nella provincia autonoma di Bolzano.
Questo nome non va confuso né con il femminile Sigrid (che ha, fra l'altro, una variante Sigfrid), né con Sigurd, un altro nome con cui viene chiamato l'eroe germanico Sigfrido, dovuto alla presenza di un personaggio corrispondente nella Saga dei Völsungar norrena.

## Onomastico
L'onomastico si festeggia il 15 febbraio in memoria di san Sigfrido di Växjö, vescovo ed evangelizzatore della Svezia, morto nel 1045. Con questo nome si ricordano anche un abate il 22 agosto e un vescovo di Carpentras (chiamato anche Siffredo) il 27 novembre.

## Persone
- Sigfrido Bartolini, pittore, scrittore e incisore italiano
- Sigfrido Bellodis, bobbista italiano
- Sigfrido Burmann, scenografo e decoratore spagnolo
- Sigfrido I di Anhalt, principe di Anhalt-Zerbst
- Sigfrido III di Eppstein, arcivescovo di Magonza e arcicancelliere del Sacro Romano Impero
- Sigfrido di Lussemburgo, conte di Lussemburgo
- Sigfrido di Växjö, vescovo e santo britannico
- Sigfrido Fontanelli, ciclista su strada italiano
- Sigfrido Leschiutta scienziato italiano
- Sigfrido Ranucci, giornalista italiano

### Variante Sigfrid

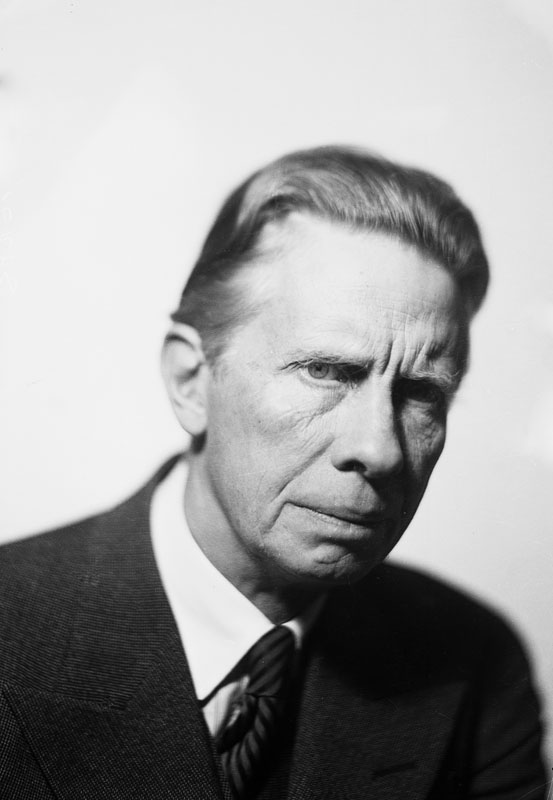
Sigfrid Siwertz

- Sigfrid Edström, dirigente sportivo svedese
- Sigfrid Karg-Elert, compositore e insegnante tedesco
- Sigfrid Lindberg, calciatore svedese
- Sigfrid Siwertz, scrittore svedese

### Variante Siegfried
- Siegfried Engel, militare tedesco

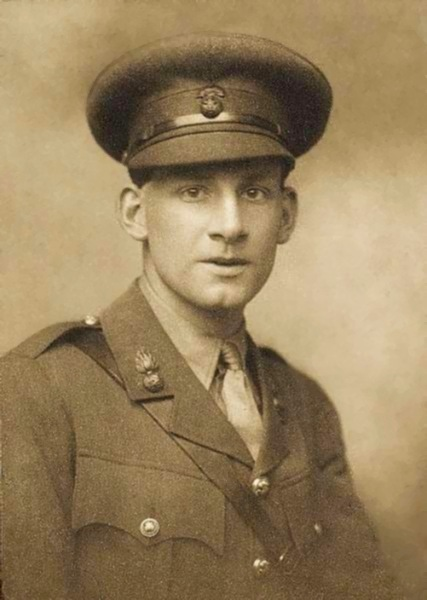
Siegfried Sassoon

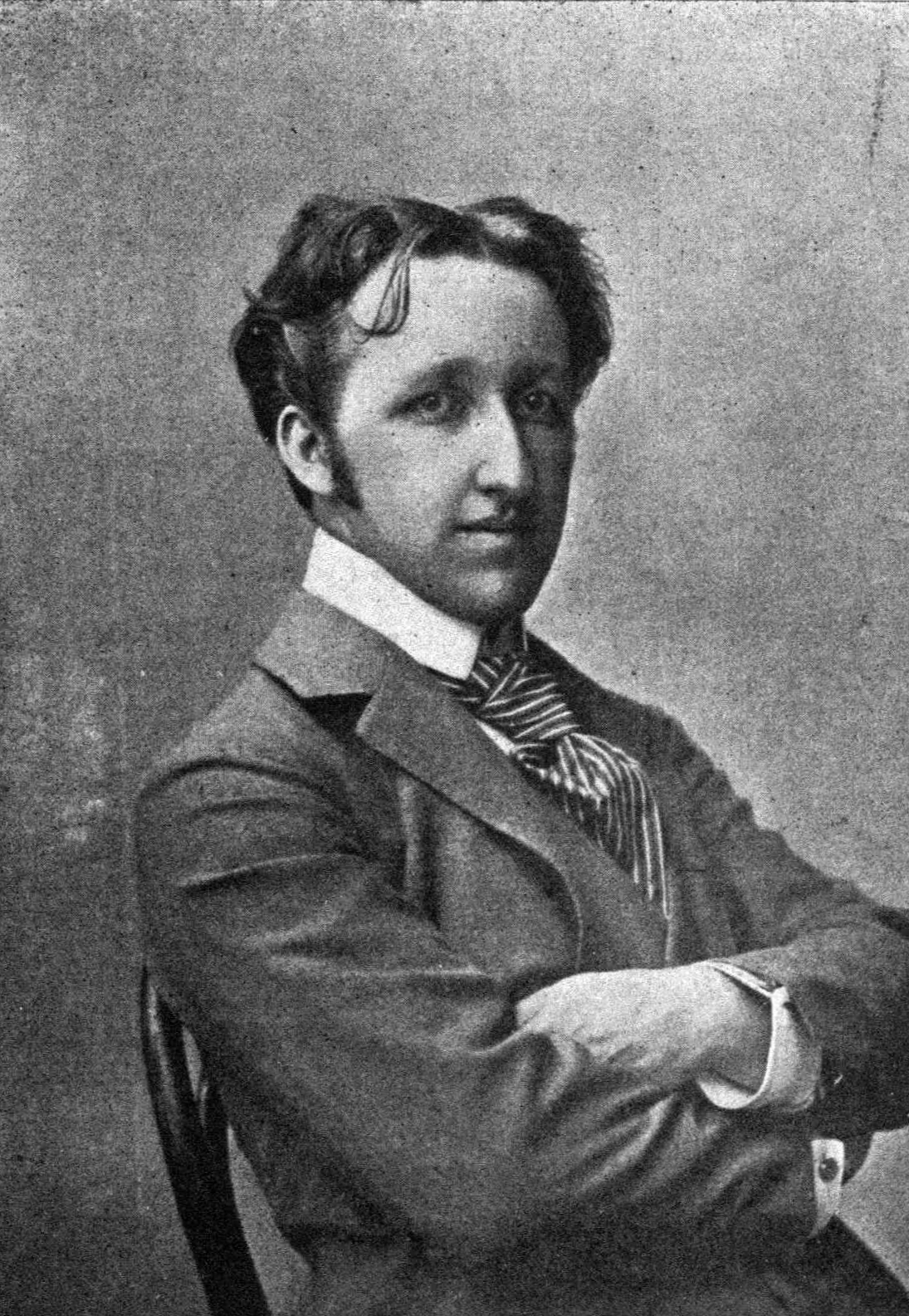
Siegfried Wagner

- Siegfried Fischbacher, illusionista tedesco
- Siegfried Freytag, aviatore tedesco naturalizzato francese
- Siegfried Gumbel, giurista tedesco
- Siegfried Jacobsohn, scrittore e critico teatrale tedesco
- Siegfried Jerusalem, tenore tedesco
- Siegfried Kirschen, arbitro di calcio tedesco
- Siegfried Kracauer, scrittore e filosofo tedesco
- Siegfried Lenz, scrittore tedesco
- Siegfried Lowitz, attore tedesco
- Siegfried Sassoon, poeta inglese
- Siegfried Schnell, aviatore tedesco
- Siegfried Stohr, pilota automobilistico italiano
- Siegfried von Feuchtwangen, Gran Maestro dell'Ordine Teutonico
- Siegfried von Kardorff, politico tedesco
- Siegfried Wagner, compositore e direttore d'orchestra tedesco
- Siegfried Wischnewski, attore tedesco

### Altre varianti
- Sigfried Giedion, storico dell'architettura, storico dell'arte e critico dell'architettura svizzero
- Sígfrid Gràcia, calciatore spagnolo
- Sigfried Held, allenatore di calcio e calciatore tedesco
- Sigisfredo Mair, slittinista italiano
- Zygfryd Szołtysik, calciatore polacco

## Il nome nelle arti
- Siegfried Schtauffen è un personaggio della serie di videogiochi Soulcalibur.